# Mirador de la Cornisa
El Mirador de la Cornisa o Mirador de Teià es troba al Parc de la Serralada Litoral, concretament a Teià (el Maresme).

## Descripció
És una petita esplanada amb baranes, bancs de fusta, papereres, un plafó informatiu panoràmic i aparcament per a cotxes i bicicletes. Ofereix una de les vistes més completes i variades de la banda oest del Parc: la línia de la costa, des del Masnou fins a Montjuïc, el Garraf, Collserola, Montserrat i Sant Llorenç del Munt tanquen el perímetre exterior del territori que s'albira. Dins d'aquest perímetre, el Masnou, Teià, Barcelona i els turons d'en Baldiri, d'en Galzeran, de Castellruf i del Castell de Sant Miquel. Sens dubte, és un dels punts del Parc on s'aturen més visitants. Es va inaugurar l'any 2004.

## Accés
És ubicat a Teià, al costat de la pista de la Carena, a la qual es pot accedir des de diverses poblacions (el mirador és al terme de Teià). Podem pujar pel passeig de la Riera de Teià i al final d'aquest seguir per la pista fins a arribar al Coll de Clau, on trobem la pista de la Carena. Ací girem a la dreta, passem pel Coll de Can Gurguí, la Font del Botxer i, finalment, veurem a la nostra dreta el mirador (a 1.800 metres de Coll de Clau). Coordenades: x=443680 y=4596040 z=424.